# Лум (река)
Лум — река в России, протекает в Яранском районе Кировской области. Устье реки находится в 108 км по правому берегу реки Ярань. Длина реки составляет 36 км, площадь водосборного бассейна 268 км².
Исток реки находится на Вятском Увале восточнее деревни Турма (Сердежское сельское поселение) в 27 км к юго-востоку от Яранска и близ границы с Республикой Марий Эл. Притоки — Малый Лум, Лайка, Липянка, Шуменурка (правые); Турма, Усла, Чёрная, Кучка (левые). Крупнейший приток — Липянка, в водном реестре России фигурирует как «река без названия», впадает в 11 км от устья Лума по правому берегу.
Лум в верховьях течёт на северо-запад, у деревни Мари-Ушем поворачивает на запад. На берегах деревни Мари-Ушем, Тихоново, Высоково, Толгельдино. За несколько километров до устья на левом берегу реки — село Лум и мост автодороги Йошкар-Ола — Яранск. Впадает в Ярань ниже села Лум у деревни Яранцево.

## Данные водного реестра
По данным государственного водного реестра России, река относится к Камскому бассейновому округу, водохозяйственный участок реки — Вятка от города Котельнич до водомерного поста посёлка городского типа Аркуль, речной подбассейн реки — Вятка. Речной бассейн реки — Кама.
Код объекта в государственном водном реестре — 10010300412111100036948.